# Лос-Андес (монитор)
«Лос-А́ндес» (исп. ARA Los Andes) — аргентинский морской монитор, головной корабль серии. Построен в Великобритании в 1870-х годах.

## История строительства

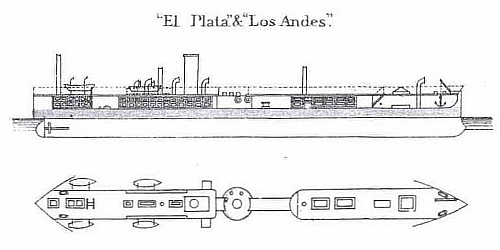
Схема «Лос-Андес». 1875

В 1870-х гг. президент Аргентины Доминго Сармьенто инициировал создание «современного» национального флота. Так как страна не располагала развитым судостроением, первые корабли были заказаны за границей.
В 1875 году Аргентина через своего представителя в Лондоне, Мануэля Рафаэля Гарсия Агирре, приобрела у компании Laird Brothers два монитора по цене 85 000 фунтов стерлингов за каждый. Корабли получили названия «Лос-Андес» и «Эль-Пла́та». Построен в Биркенхеде, Великобритания. Артиллерия: 2 — 229-мм/14,5, 2 — 47-мм, 4 — 37-мм; позже: 2 — 200-мм.

## Служба
Монитор использовался в основном для защиты устья Ла-Платы.
В конце 1870-х годов аргентино-чилийские отношения обострились из-за спора по Патагонии. Проблемы с судами, получавшими лицензии на рыболовство в спорных водах от обеих сторон, едва не привели к войне.
Аргентина отправила на юг Патагонии эскадру кораблей под командованием коммодора Луиса Пи (Экспедиция Пи), в составе которой находился «Лос-Андес». Спор был урегулирован дипломатическим путём.

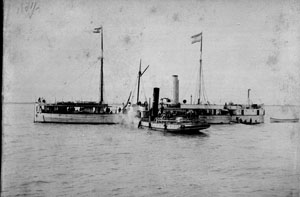
Монитор с буксиром у Эспини́льо

В 1893 году во время «Радикальной революции», монитор был захвачен путчистами и направился вверх по течению Ла-Платы.
29 сентября 1893 года в районе Эспини́льо (Росарио) произошёл бой с правительственными силами — броненосцем «Индепенде́нсия» и канонеркой «Эспо́ра». Корабль мятежников получил несколько попаданий 240-мм снарядами и капитулировал.
В 1926 году выведен из состава флота и в 1928—31 годах утилизирован.